# 국회법
국회법(國會法, 영어: National Assembly Act)은 대한민국 국회의 조직이나 내부 규율에 관하여 규정한 법률이다. 국회법은 총칙, 국회의 회기와 휴회, 국회의 기관과 경비, 의원, 교섭단체·위원회와 위원회의 개의, 산회와 의사일정, 발의, 위원회 회부, 철회와 번안, 의사와 수정, 발언, 표결, 회의록, 국무총리·국무위원·정부위원과 질문·청원·국회와 국민 또는 행정기관과의 관계, 탄핵소추, 사직·퇴직·궐원과 자격심사, 질서와 경호, 윤리심사와 징계, 보칙 등 본칙 166조와 부칙으로 되어 있다.

## 2012년 개정
2012년 18대 국회 막판에 국회 폭력사태의 예방과 준예산 방지 등을 위해 국회법이 개정되었다. 흔히 이 개정안을 국회 선진화법이라고 한다.

## 같이 보기
- 대한민국 국회
- 의회 법규(en) - 또한 국회법이라고도 부른다.